# Pioneer Hi-Bred
Pour les articles homonymes, voir Pioneer.
Pioneer Hi-Bred est un semencier, filiale depuis 1999 de la société Corteva, dont le siège est à Johnston, Iowa (États-Unis). Il a été fondé en 1926 par Henry Wallace, qui sera secrétaire à l'Agriculture de Franklin Roosevelt et vice-président des États-Unis.

## Métier

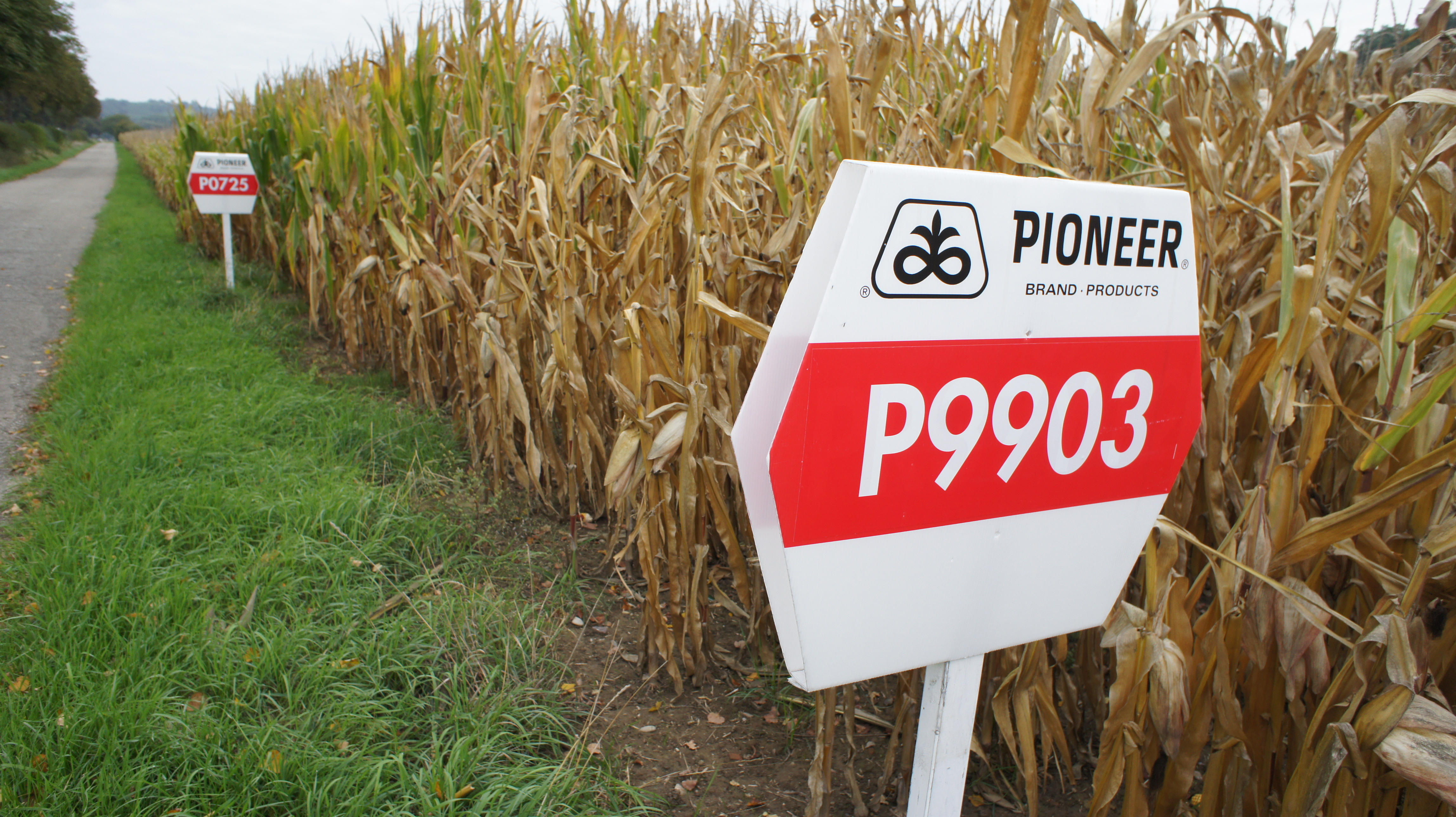
Présentation de semences de maïs Pioneer près de Lahr/Schwarzwald en Allemagne.

Il produit notamment des semences hybrides de maïs et des semences de maïs OGM, ainsi que du soja et du tournesol.

## Histoire
En 1935, l’Hybrid Corn Company devient Pioneer.

## Critiques
La Confédération paysanne française considère comme néfaste l'impact de ses activités sur l'agriculture paysanne.